# Allograpta alta
Allograpta alta är en tvåvingeart som beskrevs av Charles Howard Curran 1936. Allograpta alta ingår i släktet Allograpta och familjen blomflugor. Inga underarter finns listade i Catalogue of Life.